# Бродена Инфериоре (Бреша)
Бродена Инфериоре је насеље у Италији у округу Бреша, региону Ломбардија.
Према процени из 2011. у насељу је живело 47 становника. Насеље се налази на надморској висини од 150 м.